# Cueva del Gegant
La Cueva del Gigante (en catalán, Cova del Gegant) es una cueva marina cárstica situada en la Punta de les Coves, en la sierra de Colls-Miralpeix, en el término municipal de Sitges, en la comarca del Garraf (Barcelona). La cueva está situada entre dos cavidades adicionales, la Cova del Musclo y la Cova Llarga. En el interior de la cueva hay un yacimiento arqueológico del Paleolítico medio con presencia de restos humanos neandertales (Homo neanderthalensis), restos de herramientas de sílex y restos de fauna pleistocena.
La entrada natural de la cueva se encuentra actualmente inundada a causa de los cambios de las corrientes marinas de litoral del macizo del Garraf, acentuados en los últimos años por la construcción de puertos deportivos. Actualmente, se accede por una sima de 14 metros de profundidad por encima de la galería principal. Tiene 22 metros de longitud y 60 metros de recorrido, está diferenciada en dos espacios principales; el primero es de grandes dimensiones, dispone de un vestíbulo de entrada y dos bocas de acceso desde el mar. El segundo se encuentra en la parte terminal del yacimiento y en una cota más elevada, lo que ha permitido conservar mejor el sedimento. También hay dos galerías laterales dispuestas de manera paralela .

## Historia
Desde 1880, la presencia de cuevas en la zona costera de Sitges ha sido constante. Pero, la primera intervención conocida como La Cueva del Gigante fue realizada en 1953 por la Asociación Muntanyenca de Sitges (Amunt) junto al comisario y paleontólogo Santiago Casanova i Giner, comisariada en el Museo Geológico de Barcelona. Posteriormente excavaron miembros del Museo Víctor Balaguer de Villanueva y Geltrú. Después Ramón Viñas excavó en 1972, los trabajos se centraron en una de las galerías laterales y parte de la central. Un año más tarde, los trabajos continuaron por el propio investigador junto con J.F. de Villalta y la sección de Ecología del Quaternari de l’Institut Jaume Almera de Barcelona.
Las excavaciones se retomaron en 1985 con una excavación de salvamento dirigida por Josep Miret y Rafael Mora. El objetivo fue evitar la perdida de material arqueológico a causa de la erosión marina. Por este motivo se excavó la galería más próxima al mar y en otras partes de las galerías laterales. El mismo equipo, dirigido por Rafael Mora y Jorge Martínez realizaron otra excavación en 1989.
A partir del año 2007 y hasta la actualidad, la Cueva del Gigante de Sitges está siendo investigada por el Grup de Recerca del Quaternari de la Universitat de Barcelona dentro del marco de diferentes proyectos de investigación sobre el Pleistoceno en el macizo del Garraf. Este proyecto y las excavaciones en la Cueva del Gigante están dirigidos por Joan Daura y Montserrat Sanz junto con la colaboración de distintos investigadores.

## Restos neandertales
Por lo que se refiere a los restos arqueológicos de la Cueva del Gigante, lo más significativo son los restos humanos, aunque también se han localizado otros materiales. El primer de los restos humanos procede de la excavación de 1953, en la cual se recuperaron un conjunto de restos faunísticos y una mandíbula humana de neandertal (Gegant-1), este restos fue estudiado por primera vez en 2005 (Daura et al., 2005) en un estudio realizado conjuntamente por Joan Daura y Montserrat Sanz de la  Universidad de Barcelona, Eulàlia Subirà, de la Universidad Autónoma de Barcelona, Juan Luis Arsuaga, de la Universidad Complutense de Madrid y Rolf Quam, del Centro de Investigación sobre la Evolución y Comportamiento Humanos (UCM-ISCIII).
Esta mandíbula de neandertal esta formada por tres fragmentos: uno del lado izquierdo, un del lado derecho y parte del borde inferior del cuerpo mandibular del lado derecho, y entre los tres constituyen la casi totalidad del cuerpo mandibular, no conserva ningún diente pero si los alvéolos. La morfología conservada de la pieza confirma que los neandertales tenían un aparato masticatorio mucho más robusto que el nuestro. El hecho de que aparentemente carece de mentón, propio de nuestra especie, la posición atrasada de los agujeros mentonianos a través de los cuales se irriga la mandíbula, la robusteza y los caracteres métricos sitúan este individuo en los neandertales. No se ha podido precisar con exactitud la edad a la que falleció este neandertal, todo lo que se sabe es que se trataba de un adulto de más de quince años, ya que le había salido la muela del juicio en el momento de su muerte. Por otra parte, los estudios antropológicos no permiten determinar el sexo, pese a que parece un individuo grácil. La edad absoluta no se ha podido determinar por el método del Carbono 14 debido a la falta de materia orgánica. Así, la datación de la pieza se ha hecho mediante U-Th y se sitúa hace 53.000 años. Esta mandíbula es una de las pocas del Paleolítico catalán de la que se ha podido extraer ADN mitocondrial.
De la Cueva del Gigante, conocemos un segundo resto de neandertal, que procede de las excavaciones de la década de los 70. Este resto (Gegant-2) se recuperó junto con restos de fauna cuaternaria y una treintena de piezas de la industria lítica en sílex del Paleolítico medio. Este resto, como el anterior, no se identificó hasta tiempo después, en este caso en 2011, y se corresponde a un incisivo inferior lateral definitivo de un niño de 8 a 10 años. Finalmente, en las excavaciones de los ochenta, junto con numerosos restos faunísticos y de industria lítica en sílex, se recuperó un tercer diente de Homo neanderthalensis (Gegant-3)
A principios del siglo XXI, se han identificado, tanto en cortes estratigráficos como en la zona de excavación de la galería principal, restos de fauna e industria lítica "in situ". Los trabajos sobre la parte final de la galería principal han aportado materiales y ha sido posible establecer diferentes horizontes cronológicos: en un primer momento, está formado por niveles del Pleistoceno con restos de fauna, industria y coprolitos, hecho que evidencia la presencia de neandertales, seguidos de niveles más recientes. En cuanto a los restos humanos, el último hallazgo ha sido en 2015, en el nivel V de la cueva, con los restos fósiles de un niño neandertal. Concretamente, se ha encontrado parte de la mandíbula (Gegant-5) de un individuo de 4-5 años y del húmero (Gegant-6) de un individuo que falleció entre los 5 -7 años de edad. La proximidad de estos hallazgos y la coincidencia de edades hacen pensar que se podría tratar del mismo individuo.